# Pierre Mikhaïlovitch Volkonsky
Pierre (ou Pyotr) Mikhaïlovitch Volkonsky (en russe Пётр Михайлович Волконский, translittéré également en Volkonski ou Wolkonsky), né en 1776 à Saint-Pétersbourg, mort en 1852 à Peterhof,  est un feld-maréchal de l'Empire russe, membre de la famille princière des Volkonsky.

## Biographie

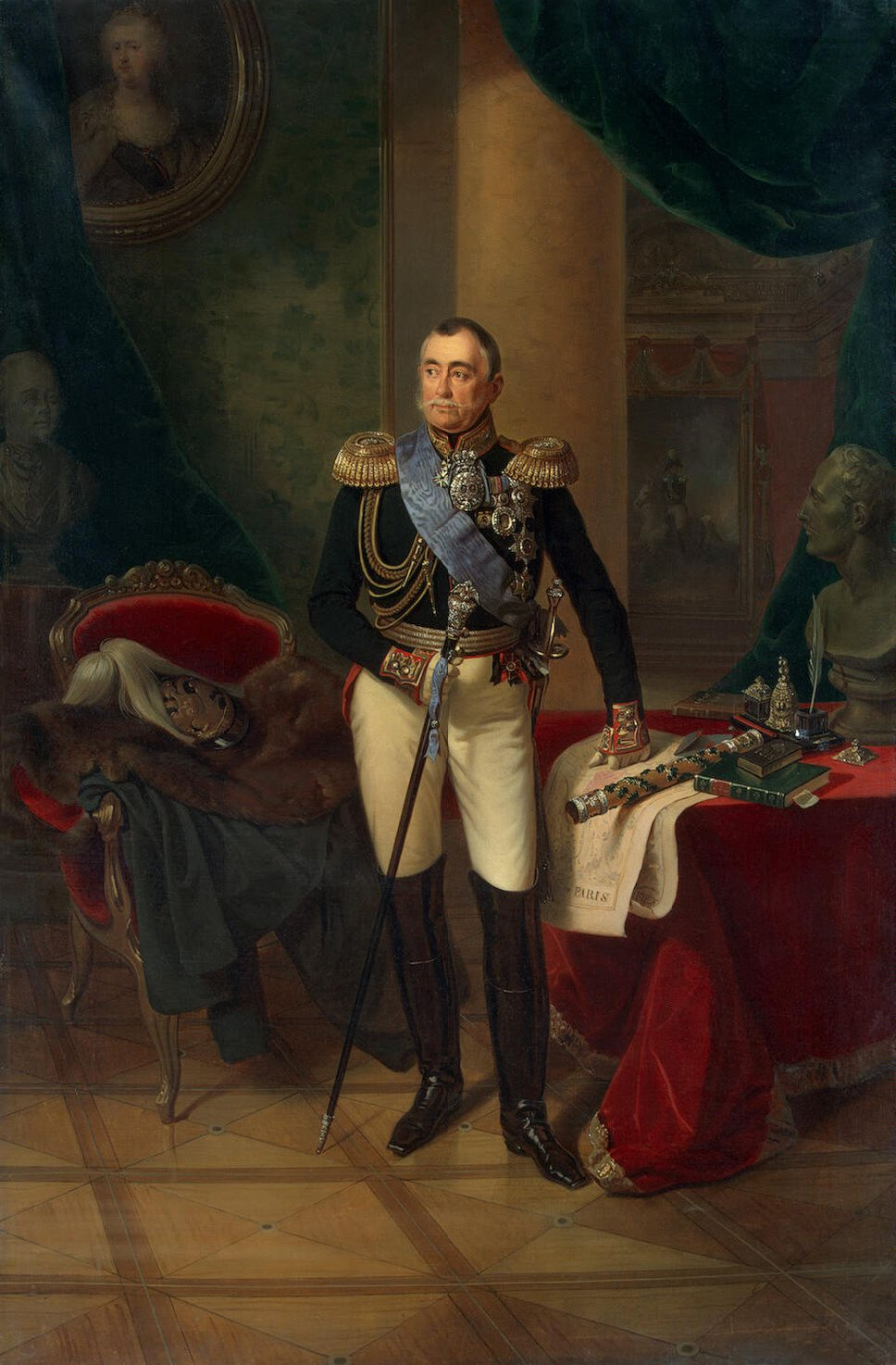
Le prince Pierre M. Volkonsky à la fin de sa vie en grande tenue de Field marschall de l'armée impériale, par Franz Krüger (1850)

Le 1er juin 1813, il est nommé major-général auprès de l'empereur Alexandre Ier et de toutes les armées russes.
En 1814, il participe à la campagne de France et à la prise de Paris. Le prince Volkonsky était sous les ordres directs du souverain avec le rang de chef d'état-major. À la fin de la guerre en août 1814, il se rend au Congrès avec le tsar à Vienne. Lorsque le congrès est interrompu par la nouvelle de la fuite de Napoléon de l’île d’Elbe, tous les ordres furent donnés au prince Volkonsky concernant le mouvement de l’armée russe de la Vistule au Rhin.
En 1821 il est nommé au Conseil d'État et assiste, en 1824, en qualité d'ambassadeur extraordinaire, au couronnement de Charles X. Il est considéré comme ayant été l'ami le plus ancien et le plus intime du tsar Alexandre Ier.
À l'arrivée sur le trône de l'empereur Nicolas en 1826, il est nommé ministre de la maison impériale. En 1834, il reçoit de Nicolas Ier le prédicat d'Altesse Sérénissime à titre héréditaire en raison des services rendus sous le règne de son frère et en 1843 il est nommé chancelier des ordres impériaux et royaux de Russie et de Pologne.
Le 6 décembre 1850 il est élevé au rang de Generalfeldmarschall de l’armée impériale russe.
Selon ses contemporains, le prince Pierre Volkonsky aurait été homosexuel. En effet, Alexandra Smirnova (en) écrit que Volkonsky « avait des goûts contre la nature, il était tout simplement tombé amoureux de Wittgenstein, mais rien à part cela n'était répréhensible ».

### Famille

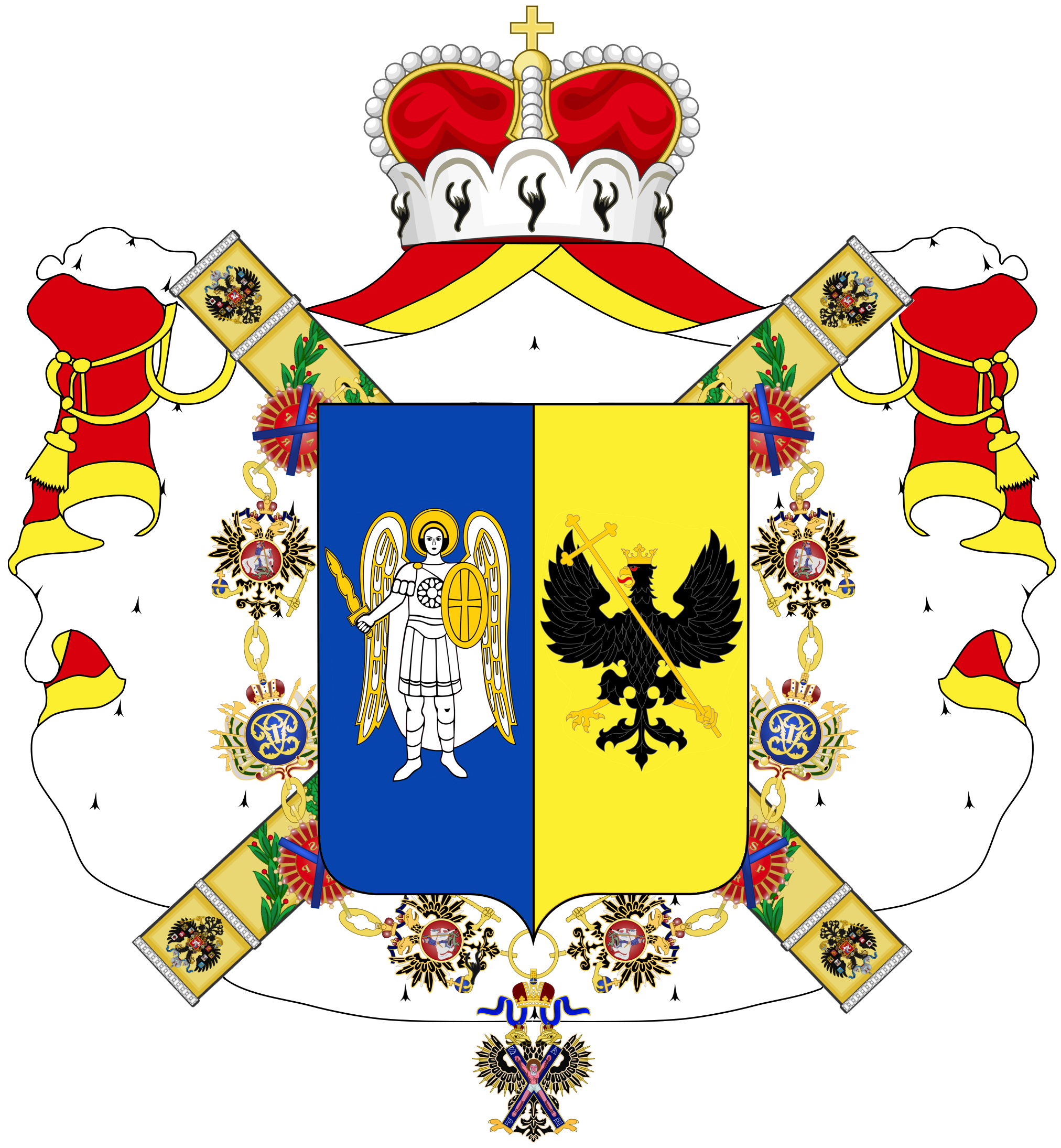
Armes du prince Pierre Volkonsky, Field Marshal de l'Empire russe

- Le prince Pierre Volkonsky est marié à sa cousine la princesse Sophie Volkonskaïa, fille du général d'infanterie Grégoire Volkonsky, petite-fille du maréchal et prince Nicolas Repnine et sœur du prince Nikolaï Repnin-Volkonsky. De cette union sont nés trois enfants portant le prédicat d'altesse sérénissime:
  - La princesse Alexandra Volkonskaïa, mariée à Paul Dournoff;
  - Le prince Dimitri Volkonsky, marié à la fille du conseiller privé de l'empereur Kikine;
  - Le prince Grigori Volkonsky, chambellan de l'empereur, marié à Marie von Benckendorff, fille d'Alexandre von Benckendorff (1781-1844), dont:
    - La princesse Elisabeth Volkonskaïa (1839-1897), mariée en 1859 au prince Michel Volkonsky (1832-1909), fils du prince Sergueï Volkonsky et petit-fils du général Nikolaï Raïevski, dont postérité.
      - Le prince Serge Wolkonsky (1860-1937), marié à Mary Fern French, fille d'un ancien ambassadeur américain en Serbie, Grèce et Roumanie;
      - Le prince Pierre Wolkonsky (1861-1948), marié à la  princesse Elizabeth (Catherine) Alekseevna Shahovskaya (1867-1919), fille du général Alexei Ivanovich Shakhovsky, dont:
        - Le prince  Michel Wolkonsky (1891-1961), marié en 1931 avec Kyra Gueorgievna Petkevitch (1911-1995).

      - Le prince Grigori Wolkonsky (1864-1912), marié le 8 août 1894 à Ida de Dampierre (1869-1962) petite-fille du comte Eugène Panon Desbassyns de Richemont, dont:
        - Le prince Vadime Wolkonsky (1895-1973), marié à Elena Stolypine, fille de Piotr Stolypine, premier-ministre de l'empereur Nicolas II;
        - La princesse Élisabeth Wolkonskaïa, mariée à Lev Nicouline;
        - La princesse Marie Wolkonskaïa, mariée au comte Michael Pavlovich Golenitchev-Koutouzov-Tolstoï;
        - La princesse Irène Wolkonskaïa, mariée à Nicolas Wladimirovitch Potoloff.

      - Le prince Alexandre Wolkonsky (1866-1934)
      - Le prince Wladimir Wolkonsky (1868-1953), marié le 31 mai 1900 à Evguenia Vassilievna Vassiltchikov (1871-1924), dont:
        - Le prince Wladimir Wolkonsky (1908-1980), marié le 12 octobre 1961 à Alexandra Conus (1913-1983).

    - Le prince Pierre Volkonsky (1843-1896), marié en 1869 à la princesse Vera Alessandrovna Lvova (1848-1924), fille du prince Alexandre Dimitrievitch Lvov (1798-1866) et nièce du prince et ministre de la Guerre Vassili Andreïevitch Dolgoroukov (1804-1868), dont:
      - Le prince Gregor Wolkonsky (1870-1940), marié en 1895 à Sophie Schuvalov, puis en 1930 avec Natalie Vryubova;
      - Le prince Alexandre Wolkonsky (1871-1945), marié avec Marie Louguinine (1874-1961), fille du professeur Wladimir Feodorovitch Louguinine, dont:
        - La princesse Marie Alexandrovna Wolkonskaïa (1899-1986), mariée en 1933 avec Guy Mortimer Mannier (1891-1968);
        - Le prince Pierre Wolkonsky (1901-1997), marié le 6 mai 1927 avec Hélène du Val de Bonneval (1899-1943), petite-fille du comte Paul-Gabriel d'Haussonville (1843-1924);
        - Le prince Georges Wolkonsky (1905-1995), marié le 12 juin 1931 avec Marjorie Matravers Steinman Harcourt (1903-1984).

      - Le prince Pierre Wolkonsky (1872-1957), marié le 25 novembre 1918 à Sophie Bobrinsky (1887-1949).

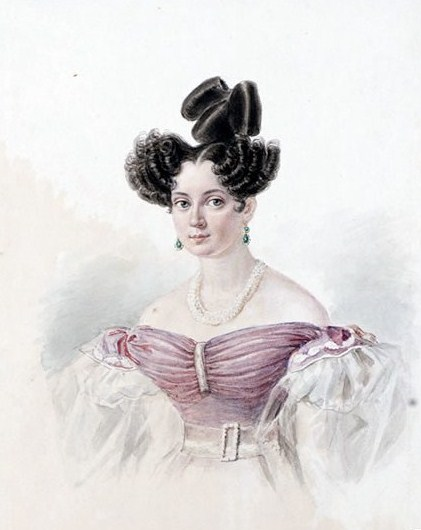
Alexandra Volkonskaïa, fille
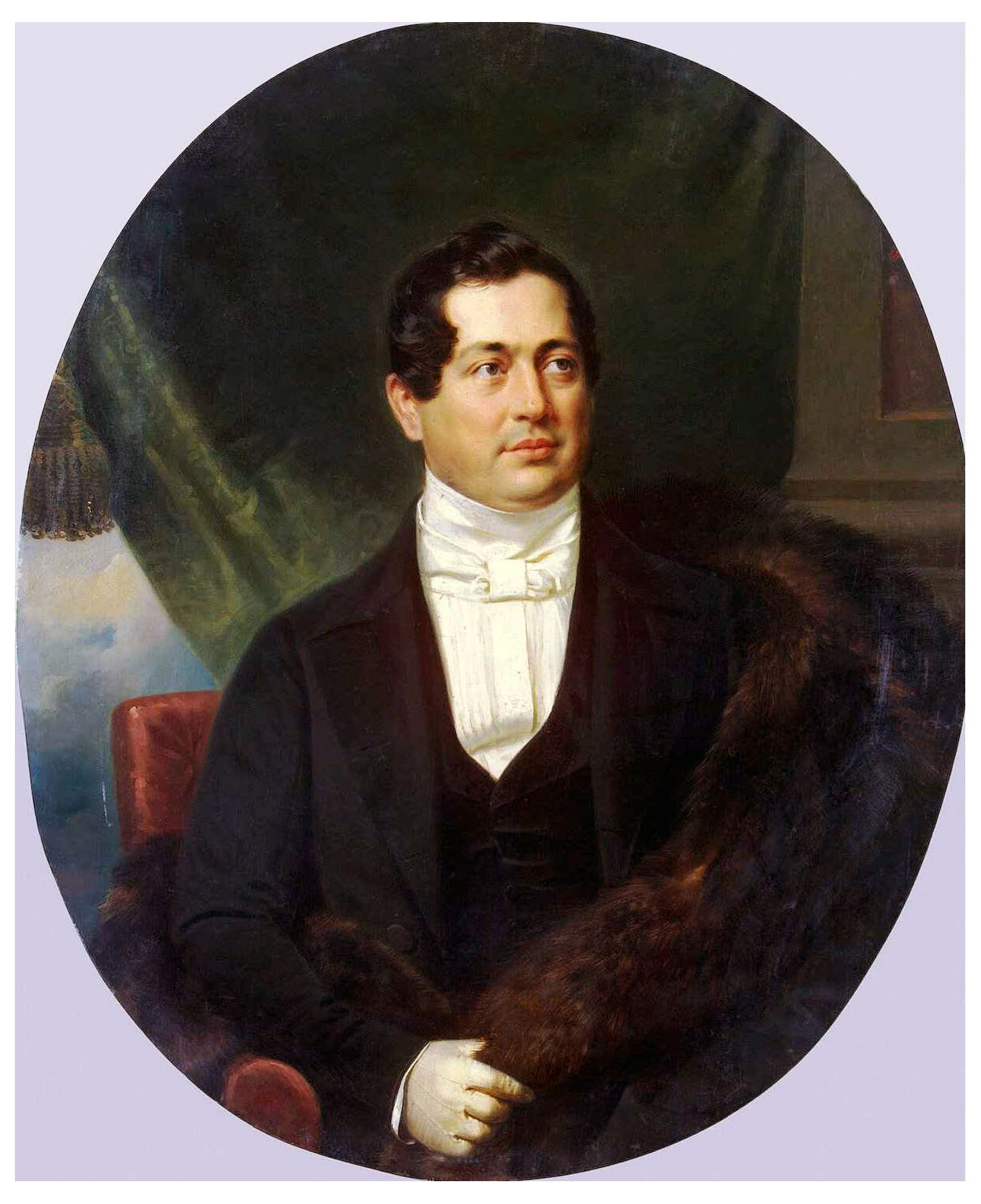
Dimitri Volkonsky, fils
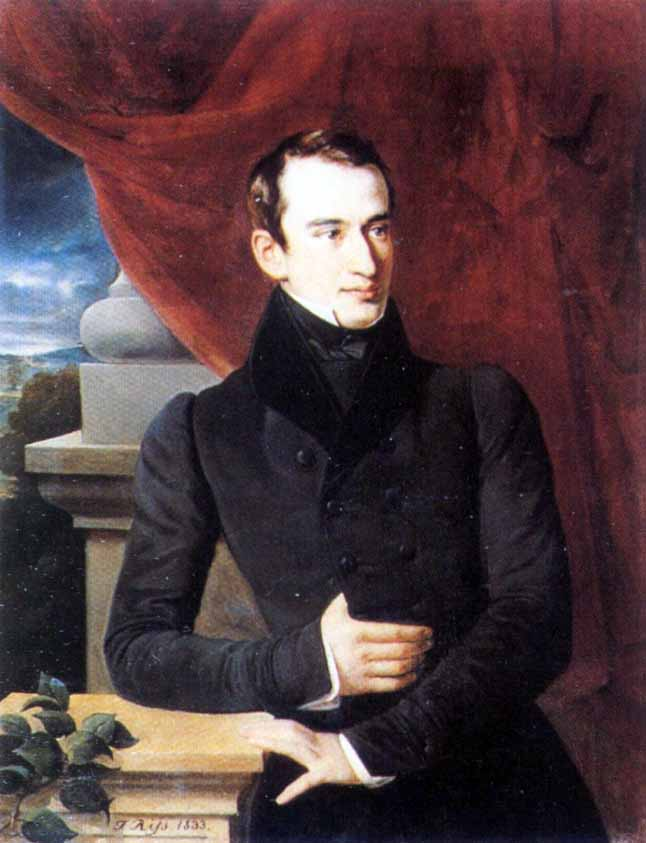
Grigori Volkonsky, fils

## Détails des fonctions
- 1794 - Sous-lieutenant
- 11/11/1796 - lieutenant
- 22/04/1797 - Capitaine de quartier général dans le même régiment
- 11/11/1797 - adjudant du tsarévitch Alexandre Pavlovitch
- 24/04/1799 - Capitaine
- 27/05/1800 - Colonel
- 25/09/1801 - Major général avec nomination comme adjudant général
- Octobre 1805 - Général de service et quartier-général auprès du général de l'infanterie Golenishchev-Kutuzov
- 23/05/1810 - le responsable de l'unité de quartier-maître.
- 28/12/1812 - Chef d’état-major du maréchal Mikhaïl Koutouzov, comte de Smolensk.
- 20/04/1813 - Lieutenant général, pour la différence dans la bataille
- 20/05/1813 - Chef d'état-major de Sa Majesté impériale
- 12/12.1817 - Général de l'infanterie, avec maintien dans la position précédente
- 05/06/1821 - Membre du Conseil d'État
- 25/04/1823 - démission de son poste de chef d'état-major sous Sa Majesté impériale, avec un départ en congé pour raisons étrangères
- 08/22/1826 - Ministre de la cour impériale
- 10/02/1827 - Chef de la compagnie des grenadiers du palais
- 13/07/1831 - Membre de la plus haute commission établie pour la construction de la cathédrale Saint-Isaac
- 30/08/1834 - obtient, pour lui et ses descendants , le prédicat d'Altesse Sérénissime
- 08/27/1837 - Inspecteur général de toutes les troupes de réserve
- 19/12/1837 - Président de la Commission pour le renouvellement du palais d'hiver
- 25/01/1839 - Président de la Commission sur la construction de la cathédrale Saint-Isaac
- 30/08/1839 - Chef du régiment d'infanterie Belozersky
- 27/03/1842 - Chancelier de l'ordre impérial et royal de Russie
- 22/02/1844 - Président de la Commission de révision des statuts de l'ordre
- 08/03/1844 - Membre du Comité pour le dispositif d'une institution de bienfaisance à la mémoire de la Grande-Duchesse Alexandra Nikolaevna
- 12/06/1850 - Maréchal (ru)

## Titres et décorations

### Titulature
- 1834-1852: Son Altesse Sérénissime le prince Pierre Mikhaïlovich Volkonsky, général d'infanterie, Aide de camp général de S.M. l'Empereur de toutes les Russies[2].

### Décorations

#### Décorations russes
- Grand-croix de l'ordre de Saint-André
- Grand-croix de l'Ordre de Saint-Alexandre Nevski
- Grand-croix de l'Ordre de Saint-Vladimir
- Grand-croix de l'Ordre de l'Aigle blanc
- Grand-croix de l'Ordre de Sainte-Anne
- Grand-croix de l'Ordre de Saint-Stanislas
- Croix de l'Ordre impérial et militaire de Saint-Georges, 3ème classe
- Commandeur de l'Ordre de Saint-Jean de Jérusalem

#### Décorations étrangères
- Chevalier de l'ordre du Saint-Esprit (France)
- Grand-croix de l'ordre royal et militaire de Saint-Louis (France)
- Grand-croix de l'ordre du Bain (Royaume-Uni)
- Grand-croix de l'ordre militaire de Marie-Thérèse (Autriche)
- Grand-croix de l'ordre impérial de Léopold (Autriche)
- Grand-croix de l'ordre de Saint-Étienne de Hongrie (Hongrie)
- Grand-croix de l'ordre de l'Aigle noir (Prusse)
- Grand-croix de l'ordre de l'Aigle rouge (Prusse)
- Chevalier de l'ordre des Séraphins (Suède)
- Grand-croix de l'ordre de l'Épée (Suède)
- Chevalier de l'ordre de l'Éléphant (Danemark)
- Grand-croix de l'ordre du mérite militaire (Wurtemberg)
- Grand-croix de l'ordre du Lion néerlandais (Pays-Bas)
- Grand-croix de l'ordre de Saint-Hubert (Bavière)
- Grand croix de l'ordre militaire de Maximilien-Joseph (Bavière)
- Grand-croix de l'ordre royal des Guelfes (Hanovre)
- Grand-croix de l'Ordre de la Fidélité (Bade)
- Grand-croix de l'ordre du mérite militaire (Bade)
- Grand-croix de l'ordre du Lion de Zaeringen (Bade)
- Grand-croix de l'Ordre de la Couronne de Saxe (Saxe)
- Grand-croix de l'ordre du Faucon blanc (Saxe-Weimar)
- Chevalier de l'ordre de l'Annonciade (Sardaigne)
- Grand-croix de l'ordre de Saint-Ferdinand (Naples)
- Grand-croix de l'ordre de Louis de Hesse (Hesse)